# Ideal maximal
En matemáticas, y más concretamente en teoría de anillos, un ideal maximal es un ideal que es maximal (con respecto a la inclusión) entre todos los ideales propios. Es decir, I es un ideal maximal de un anillo R si I no está contenido en ningún ideal propio de R distinto de I.
Los ideales maximales son importantes porque los anillos cocientes entre ideales máximos son anillos simples, y en el caso particular de anillos conmutativos unitarios también son cuerpos.
En teoría de anillos no conmutativa, un ideal maximal por la derecha está definido análogamente como un elemento maximal en el conjunto parcialmente ordenado de ideales propios por la derecha, y, similarmente, un ideal maximal por la izquierda está definido como un elemento maximal en el conjunto parcialmente ordenado de ideales propios por la izquierda. Ya que un ideal maximal A no es necesariamente bilátero, el cociente R/A no es necesariamente un anillo, sino un módulo simple sobre R. Si R tiene un maximal ideal por la derecha único, entonces R se conoce como un anillo local, y el ideal maximal por la derecha es también el único ideal maximal por la izquierda y maximal bilátero del anillo, y es de hecho el radical de Jacobson J(R).
Es posible que un anillo tenga un único ideal maximal bilátero y que aun así no tenga ideales maximales uniláteros: por ejemplo, en el anillo de matrices cuadradas de 2x2 sobre un cuerpo, el ideal cero es un ideal maximal bilátero, pero hay varios ideales maximales por la derecha.

## Definición
Hay otras maneras equivalentes de expresar la definición de ideales maximales uniláteros y biláteros. Dado un anillo R y un ideal propio I de R (es decir, I ≠ R), I es un ideal maximal de R si se cumple cualquiera de las siguientes condiciones equivalentes:
- No existe ningún otro ideal propio J de R tal que I ⊊ J.
- Para cualquier ideal J con I ⊆ J, se cumple J = I o J = R.
- El anillo cociente R/I es un anillo simple.

Hay una lista análoga para ideales uniláteros, para los cuales solo se muestran las versiones para ideales por la derecha. Para un ideal A de un anillo R, las siguientes condiciones son equivalentes a que A sea un ideal maximal por la derecha de R:
- No existe ningún otro ideal por la derecha B de R tal que A ⊊ B.
- Para cualquier ideal por la derecha B con A ⊆ B, se cumple B = A o B = R.
- El módulo cociente R/A es un R-módulo simple por la derecha.

Los ideales maximales son la noción dual de la de ideales minimales.

## Ejemplos
- Si F es un cuerpo, el único ideal maximal es {0}.
- En el anillo Z de enteros, los ideales maximales son los ideales principales generados por un número primo.
- De forma más general, todos los ideales primos no nullos son maximales en un dominio de ideales principales.
- El ideal {\displaystyle (2,x)} es un ideal maximal en el anillo {\displaystyle \mathbb {Z} [x]}. Generalmente, los ideales maximales de {\displaystyle \mathbb {Z} [x]} son de la forma {\displaystyle (p,f(x))}, donde {\displaystyle p} es un número primo y {\displaystyle f(x)} es un polinomio en {\displaystyle \mathbb {Z} [x]} irreducible módulo {\displaystyle p}.
- Todos los ideales primos son maximales en un anillo booleano; es decir, un anillo que consiste únicamente de elementos idempotente. De hecho, todos los ideales primos son maximales en un anillo conmutativo {\displaystyle R} siempre que exista un entero {\displaystyle n>1} tal que {\displaystyle x^{n}=x} para cualquier {\displaystyle x\in R}.
- Los ideales maximales del anillo de polinomios {\displaystyle \mathbb {C} [x]} son ideales principales generados por {\displaystyle x-c} para algún {\displaystyle c\in \mathbb {C} }.
- De forma más general, los ideales maximales de un anillo de polinomios K[x1, ..., xn] sobre un cuerpo algebraicamente cerrado K son los ideales de la forma (x1 − a1, ..., xn − an). Este resultado se conoce como el teorema de los ceros de Hilbert débil.

## Propiedades
- Un ideal importante conocido como el radical de Jacobson puede definirse utilizando ideales maximales por la derecha o por la izquierda.
- Si R es un anillo conmutativo unitario con un ideal m, entonces k = R/m es un cuerpo si y solo si m es un ideal maximal. En tal caso, R/m se conoce como el cuerpo residual. Este hecho puede fallar en anillos no unitarios. Por ejemplo, {\displaystyle 4\mathbb {Z} } es un ideal maximal en {\displaystyle 2\mathbb {Z} }, pero {\displaystyle 2\mathbb {Z} /4\mathbb {Z} } no es un cuerpo.
- Si R es un dominio de ideales principales, el ideal generado por un elemento irreducible es maximal.| Demostración                                                                                                                                                                                                                                                                                                                                                                                                                                                                                                                                                                                                                                                                                                                                                                                                                                                                                                                                                                                                                                                                                                                                                        |
| Veamos que si {\displaystyle p} es irreducible y tenemos un ideal {\displaystyle I\supsetneq (p)} entonces {\displaystyle I=R}. Para empezar, como {\displaystyle R} es de ideales principales, existe {\displaystyle a\in I} tal que {\displaystyle I=(a)}. Por tanto, tenemos que {\displaystyle (a)\supsetneq (p)}. En particular, {\displaystyle p\in (a)}. Esto significa, por definición de ideal generado, que existe {\displaystyle b\in R} tal que {\displaystyle p=ab}. Por definición de elemento irreducible, o bien {\displaystyle a} o bien {\displaystyle b} es una unidad de {\displaystyle R}. Si fuera {\displaystyle b} la unidad, entonces {\displaystyle p} y {\displaystyle a} difieren por el producto por una unidad y, por tanto (ver aquí, usando que {\displaystyle A} es un dominio de ideales principales, luego íntegro), {\displaystyle (a)=(p)}, pero esto es una contradicción, pues estábamos suponiendo que {\displaystyle (a)=I\neq (p)}. Por tanto, necesariamente {\displaystyle a} es una unidad, y esto significa (ver aquí) que {\displaystyle I=(a)=R}, que es lo que queríamos demostrar. {\displaystyle \quad \square } |
- Teorema de Krull (1929): Todo anillo unitario no nulo tiene un ideal maximal. El resultado se cumple para ideales uniláteros y biláteros. De manera más general, se cumple que todo módulo no nulo finitamente generado tiene un submódulo maximal. Suponiendo que I es un ideal distinto de R (respectivamente, A es un ideal por la derecha distinto de R). Entonces R/I es un anillo con unidad(respectivamente, R/A es un módulo finitamente generado), y los teoremas pueden aplicarse al cociente para concluir que existe un ideal maximal (respectivamente, un ideal maximal por la derecha) de R que contiene a I (respectivamente, a A).
- El teorema de Krull puede fallar en el caso de anillos sin unidad. Un anillo radical (es decir, un anillo para el que el radical de Jacobson coincide con el anillo entero) no tiene módulo simples y, por tanto, no tiene ideales maximales por la derecha o por la izquierda.
- En un anillo conmutativo con unidad, todo ideal maximal es un ideal primo. Lo contrario no siempre se cumple: por ejemplo, en cualquierdominio de integridad que no sea un cuerpo el ideal cero es un ideal primo que no es maximal. Los anillos conmutativos en los que los ideales primos son maximales se conocen como anillos de dimensión cero, refiriéndose a la dimensión de Krull.

## Generalización
En un R-módulo A, un submódulo maximal M de A es un submódulo M ≠ A que satisface la propiedad de que, para cualquier otro submódulo N se cumple que M ⊆ N ⊆ A implica N = M o N = A. De manera equivalente, M es un submódulo maximal si y solo si el módulo cociente A/M es un módulo simple. Los ideales maximales por la derecha de un anillo R son exactamente los submódulos maximales del módulo RR.
A diferencia de como ocurre en los anillos con unidad, un módulo no nulo no necesariamente tiene submódulos maximales. Sin embargo, como se ha mencionado arriba, los módulos no nulos finitamente generados, así como los módulos proyectivos tienen submódulos maximales.
Como con los anillos, se puede definir el radical de un módulo utilizando submódulos maximales. demás, los ideales maximales pueden generalizarse definiendo un subbimódulo M de un bimódulo B como un subbimódulo propio de M que no está contenido en ningún otro subbimódulo propio de M. Así, los ideales maximales de R son precisamente los subbimódulos maximales del bimódulo RRR.